# Dilophus innubilus
Dilophus innubilus är en tvåvingeart som beskrevs av Hardy och Mercedes Delfinado 1969. Dilophus innubilus ingår i släktet Dilophus och familjen hårmyggor.
Artens utbredningsområde är Filippinerna. Inga underarter finns listade i Catalogue of Life.